# تيلوسية متحللة
تيلوسية متحللة (الاسم العلمي: Telluria chitinolytica) هي نوع من البكتيريا، سلبية الغرام، تتبع جنس التيلوسيات.